# 安妮特·舒尔茨
安妮特·舒尔茨（德語：Annette Schultz，1957年9月1日—），德国前女子排球运动员。她曾代表东德成年国家队参加1980年夏季奥林匹克运动会排球比赛，获得一枚银牌。